# Amber Lynn
Amber Lynn, född Laura Lynn Allen den 3 september 1964 i Newport Beach, Kalifornien, är en amerikansk aktör i pornografisk film sedan 1983. Hon har bland annat medverkat i Tyranio, Porn in the USA, Hot Holes och Bra Busters Spicy Virgins (2005).

## Uppväxt
Amber Lynn föddes som Laura Lynn Allen, den yngsta dottern till en pensionerad flygofficer. Hon hade två äldre bröder och en äldre syster som dog vid två års ålder från ett oupptäckt hjärtfel. När Lynn var tre, skilde sig hennes föräldrar efter att det upptäcktes hennes far hade en familj med en annan kvinna. Strax efter drabbades Lynns mamma ett nervsammanbrott och Lynn var placerad i fosterhem där hon blev fysiskt misshandlad. Vid 7 års ålder återförenades hon med sin mor. Strax efter var två av dem inblandade i en bilolycka på Interstate. Lynn kastades klar i bilen medan hennes mor, som var nästan halshuggen, dog på platsen.
Lynn och hennes bröder placerades hos sin pappa och hans nya familj, totalt var det 8 pojkar och Lynn i huset. Vid 11 års ålder dog hennes far av alkoholism och hjärtsvikt. Som tonåring har Lynn själv beskrivit sin förändring som går från "rultig och hartandad " pojkflicka till en "gungande liten kropp". Hon började göra fitness-modellering, bikini-modellering och ”hot body”-tävlingar. Hon flyttade till Hollywood och blev ett regelbundet inslag på klubbarna på Sunset Strip.